# Jang Gil-ja
Đây là một tên người Triều Tiên, họ là Jang.
Jang Gil-ja (tiếng Hàn Quốc: 장길자; chữ Hán: 張吉子; âm Hán Việt: Trường Cát Tử), còn được đánh vần là Chang Gil-jah và Zahng Gil-jah, sinh ngày 29 tháng 10 năm 1943, là một phụ nữ người Hàn Quốc, được những thánh đồ Hội Thánh của Đức Chúa Trời Hiệp hội Truyền giáo Tin Lành Thế giới, trụ sở tại Seongnam, tin (nhưng không được kinh thánh làm chứng) là Đức Chúa Trời Mẹ.
Bà cũng là chủ tịch của tổ chức We Love U Foundation (국제위러브유 운동) và New Life Welfare Foundation (새생명복지회). Tín đồ Hội Thánh của Đức Chúa Trời Hiệp hội Truyền giáo Tin Lành Thế giới gọi bà là "Mẹ Giêrusalem" hay "Mẹ Nước Thiên Đàng" và tin rằng bà là Đức Chúa Trời. Hội thánh cho rằng bà đã ứng nghiệm tất cả lời tiên tri trong Kinh Thánh (Korean "어머니 하나님" Eomeoni Hananim).
name="cult_expert_2017_03_29_poconorecord_com">"Cult expert: Pocono Dome church has cult markers". Pocono Record. ngày 29 tháng 3 năm 2017. Bản gốc lưu trữ ngày 16 tháng 5 năm 2021. Truy cập ngày 22 tháng 5 năm 2018.</ref>